# (73966) 1997 XG10
1997 أكس جي 10 (ويعرف أيضًا باسم (73966) 1997 أكس جي 10 وفق تسمية الكوكب الصغير) (بالإنجليزية: 1997 XG10)‏ هو كويكب ضمن حزام الكويكبات؛ وترتيبه 73966 من حيث الاكتشاف.
اكتُشف هذا الجُرم الفلكي بواسطة Warren B. Offutt ‏ في 6 ديسمبر 1997.

## وصلات خارجية
- (73966) 1997 XG10 في قاعدة بيانات مختبر الدفع النفاث لأجرام النظام الشمسي الصغيرة

- الاكتشاف · مخطط المدار ·  العناصر المدارية · المعلمات المادية

- (73966) 1997 XG10 على موقع ويكي سكاي: DSS2, SDSS, GALEX, IRAS, Hydrogen α, X-Ray, Astrophoto, Sky Map, Articles and images